# 대한민국 민법 제123조
대한민국 민법 제123조는 복대리인의 권한에 대한 민법총칙상 조문이다.

## 조문
제123조(복대리인의 권한) ① 복대리인은 그 권한내에서 본인을 대리한다.
②복대리인은 본인이나 제삼자에 대하여 대리인과 동일한 권리의무가 있다.

第123條(復代理人의 權限) ① 復代理人은 그 權限內에서 本人을 代理한다.
②復代理人은 本人이나 第三者에 對하여 代理人과 同一한 權利義務가 있다.

Article 123 (Power of Subagent) 1. A subagent represents the principal within the authority given.
2. A subagent has the same rights and duties of the agent regarding the principal and third party.

## 참고 문헌
- 오현수, 일본민법, 진원사, 2014. ISBN 9788963463452
- 오세경, 대법전, 법전출판사, 2014 ISBN 9788926210277
- 이준현, LOGOS 민법 조문판례집, 미래가치, 2015. ISBN 9791155020869

## 같이 보기
- 권리
- 의무
- 태아